# Rainer Ewerrien
Rainer Ewerrien (* 28. Mai 1960 in Bad Homburg vor der Höhe) ist ein deutscher Schauspieler und Autor. Er tritt im Theater, im Film und im Fernsehen auf.

## Leben
Rainer Ewerrien wuchs in Frankfurt am Main auf. Er besuchte dort die Grundschule und danach die Integrierte Gesamtschule in Stierstadt. Von 1983 bis 1986 absolvierte er eine Ausbildung im Fach Schauspiel und Pantomime an der Theaterwerkstatt Fe Reichelt in Frankfurt am Main. Von 1994 bis 1998 arbeitete Ewerrien als Schauspieler, Autor und Moderator hauptsächlich in Berlin. Mit dem  Comedyprogramm Trio Blamage ging er bundesweit auf Tournee. Die Comedy wurde auch vom Hessischen Rundfunk aufgezeichnet. 1999 drehte er den Kurzfilm Wolfsmänner. Ab 1999 folgten weitere Theaterproduktion in Frankfurt am Main und Neu-Isenburg. Er ist zusammen mit dem Zauberkünstler Pit Hartling Mitinitiator und Darsteller bei der Magic Monday Show im Frankfurter Satirischen Theater „Schmiere“.
Ab 1999 übernahm er verstärkt auch Rollen im Film und Fernsehen. Er trat unter anderem in mehreren Episoden der Fernsehserien Tatort und Polizeiruf 110 auf. In der Ärztekomödie Die Aufschneider, zu der Ewerrien auch das Drehbuch mitverfasst hatte, spielte er 2006/2007 die komödiantische Rolle des Krankenhausoberarztes Dr. Klaus Kunze.  2008 spielte er neben Lisa Martinek in der Fernsehkomödie Für meine Kinder tu’ ich alles. Außerdem hatte er kleinere Rollen in den Märchenfilmen König Drosselbart (2008) und Die Gänsemagd (2009). Er ist Mitautor der 6-teiligen ZDF-Serie Götter wie wir und spielte eine der beiden Hauptrollen. Er ist Koautor von Kinofilmen wie Männerhort (2014) und Systemfehler – Wenn Inge tanzt (2013).
Er ist geschieden und hat drei Kinder. Er lebt in Frankfurt.

## Auszeichnungen
- 1999: Alfred-Edel-Publikumspreis der Frankfurter Filmschau für seinen Kurzfilm Wolfsmänner
- 2013: Deutscher Fernsehpreis in der Kategorie „Beste Comedy“ für Götter wie wir
- 2013: Hessischer Fernsehpreis (Sonderpreis der Jury) für Götter wie wir

## Filmografie (Auswahl)
- 1991: Tatort – Rikki
- 2001: Alles für den Hund
- 2001: Ausflug
- 2002: Und die Braut wusste von nichts
- 2002: Lock Picking
- 2003: ABC des Lebens
- 2003: Lock Picking
- 2004: Heavy Pregnant
- 2004: Polizeiruf 110 – Der Prinz von Homburg
- 2006: Tatort – Der Tag des Jägers
- 2006: Polizeiruf 110 – Die Lettin und ihr Lover
- 2006: Polizeiruf 110 – Die Mutter von Monte Carlo
- 2006: Tatort – Das letzte Rennen
- 2008: Der Mann auf der Brücke
- 2008: Polizeiruf 110 – Kellers Kind
- 2008: Sklaven und Herren
- 2009: Tatort – Architektur eines Todes
- 2009: Für meine Kinder tu’ ich alles
- 2011: Achtung Arzt!
- 2012: Nein, Aus, Pfui! Ein Baby an der Leine
- 2014: Ein Reihenhaus steht selten allein (Fernseh-Zweiteiler)
- 2014: Männerhort
- 2014: Siebenschön
- 2015: Alles Verbrecher – Leiche im Keller
- 2015: Aus der Kurve
- 2015: 3 Türken und ein Baby
- 2019: Tatort – Das Monster von Kassel
- 2019: Mit der Tür ins Haus
- 2020: Sekretärinnen – Überleben von 9 bis 5 (Folge: Die letzte Prüfung)

## Theater (Auszug)
- 2007: Marmorstein und Hossa. Spott-Licht-Kellertheater in Neu-Isenburg
- 2018: Die Frau aus dem Michelangelo. Stalburg Theater Frankfurt